# Baetica (revista)
Baetica es una revista cultural española editada por la Facultad de Filosofía y Letras de la Universidad de Málaga. Está dedicada a la divulgación de investigaciones sobre historia, geografía y arte. Fue fundada en 1979 aunque sufrió un parón hasta la nueva etapa iniciada en 2018 con el número 38 una reformulación del nombre a «Baetica. Estudios de Historia Moderna y Contemporánea». De periodicidad anual, esta nueva época viene marcada por su transformación en una publicación científica centrada en el estudio de la Historia de los siglos XV al XXI. 
La directora de la revista es la profesora Pilar Pezzi Cristóbal.